# Tut
Tut is een Turks district in de provincie Adıyaman en telt 11.798 inwoners (2007). Het district heeft een oppervlakte van 486,6 km².
De bevolkingsontwikkeling van het district is weergegeven in onderstaande tabel.
| 1997   | 2000   | 2007   |
| ------ | ------ | ------ |
| 18.867 | 15.784 | 11.798 |